# برامج الحاسوب ومعاهدة التعاون بشأن البراءات
هناك مادتان في اللوائح الملحقة معاهدة التعاون بشأن البراءات (PCT) تتعلقان بالبحث عن طلبات براءات الاختراع الخاصة ببرامج الحاسوب وفحصها. هاتان المادتان مدرجتان في معاهدة التعاون بشأن البراءات PCT، التي لا تنص على منح البراءات، ولكنها توفر إجراءً موحدًا لإيداع وتقديم الطلبات والبحث عنها وفحصها، والتي تُعرف باسم "الطلبات الدولية". يكون التطرق إلى مسألة قابلية البراءة عند إجراء عملية البحث والاختبار، حيث يجري التحقق مما إذا كان الاختراع يبدو قابلًا للحصول على براءة اختراع أم لا.
هاتان المادتان هما القاعدة 39.1 والقاعدة 67.1 من معاهدة التعاون بشأن البراءات، واللتان قد يكون لهما تأثير ملموس على الإجراءات المتبعة في معاهدة التعاون بشأن البراءات (PCT)، لا سيما في عمليات البحث والاختبار التي تُجرى بموجبها، وذلك بالاقتران مع المادة 17(2)(أ)(1) والمادة 34(4)(أ)(1) من معاهدة التعاون بشأن البراءات. في الواقع، واعتمادًا على مكتب البراءات المسؤول عن البحث أو الاختبار بموجب معاهدة التعاون بشأن البراءات PCT، قد يخضع الطلب المودع بشأن اختراع يتعلق ببرنامج حاسوبي للبحث أو الاختبار أو قد لا يخضع للبحث أو الاختبار.[5] علاوة على ذلك، فإن الهيئات الدولية للبحث (ISA) وهيئات الاختبار التمهيدي الدولية (IPEA) (انظر القسم الخاص بالمعلومات الأساسية) التي لا تقوم ببحث مثل هذه الطلبات تتبع ممارسات مختلفة إلى حد ما فيما يتعلق بتحديد الاستثناءات الخاصة بالبرامج الحاسوبية.
بالإضافة إلى النتائج التي قد تترتب على هذه الأحكام القانونية في الممارسة العملية، تُعتبر القاعدة 39.1 من معاهدة التعاون بشأن البراءات ذات أهمية من منظور التفسير القانوني، حيث تساعد في فهم أصل المادة 52 (2) و(3) من الاتفاقية الأوروبية للبراءات (EPC)، والتي أثارت الكثير من الجدل. في الواقع، تم إدراج استثناء البرامج الحاسوبية في الاتفاقية الأوروبية للبراءات EPC بما يتماشى مع القاعدة 39.1 من معاهدة التعاون بشأن البراءات PCT، مما يعني أن القاعدة 39.1 سبقت المادة 52 (2) و(3) من الاتفاقية الأوروبية للبراءات EPC.

## الخلفية
معاهدة التعاون بشأن البراءات (PCT) هي معاهدة دولية تختصّ بقانون البراءات، توفر إجراءً موحدًا لإيداع وتقديم طلبات براءة الاختراع. يُطلق على طلب البراءة المقدم بموجب معاهدة التعاون بشأن البراءات اسم طلب دولي أو طلب بموجب معاهدة التعاون بشأن البراءات.
يؤدي إيداع طلب دولي إلى إجراء بحث دولي من قِبل مكتب براءات الاختراع، مصحوبًا برأي مكتوب حول قابلية الاختراع للحصول على براءة، وهو موضوع الطلب. يجوز لمقدم الطلب أيضًا طلب إجراء فحص أولي/تمهيدي دولي يقوم به مكتب براءات الاختراع. ولا تنص معاهدة التعاون بشأن البراءات PCT على أن تُجرى عمليات البحث والاختبار من قِبل مكتب براءات مركزي واحد، حيث إن المنظمة العالمية للملكية الفكرية (WIPO) لا تقوم بإجراء عمليات البحث أو الاختبار. وعلى النقيض من ذلك، فإن الاتفاقية الأوروبية لبراءات الاختراع (EPC) على أن يكون مكتب براءات الاختراع الأوروبي (EPO) مسؤولاً عن إجراء عمليات البحث والاختبار الخاصة بطلبات البراءات الأوروبية.
بموجب معاهدة التعاون بشأن البراءات PCT، تُجري مكاتب براءات اختراع وطنية أو إقليمية مختلفة البحثَ الدولي والاختبار التمهيدي الدولي الاختياري، وتُعرف هذه المكاتب باسم سلطات أو هيئات البحث الدولية (ISA)  وهيئات الاختبار التمهيدي الدولي (IPEA). يمكن لمقدمي الطلبات، بناءً على جنسيتهم وعلى المكتب المتلقي/المستقبل الذي تم إيداع الطلب فيه، فرصة اختيار إجراء البحث بواسطة إحدى هيئات البحث الدولية (ISA).

## الأحكام ذات الصلة في اللوائح
تتطرق لوائح معاهدة التعاون بشأن البراءات (PCT) إلى عمليات البحث والاختبار المتعلقة بالبرامج الحاسوبية.
تنصّ القاعدة 39 (1) من معاهدة التعاون بشأن البراءات على:
لا يُطلب من أي هيئة بحث دولية إجراء بحث في طلب دولي إذا كان، وبالقدر الذي يكون فيه، موضوع الطلب يتضمن أيًا مما يلي ...

(vi) البرامج الحاسوبية، إلى الحد الذي لا تكون فيه هيئة البحث الدولية مجهزة لإجراء بحث في المعارف التقنية السابقة المتعلقة بهذه البرامج.
تنص القاعدة 67.1 من معاهدة التعاون بشأن البراءات على ما يلي:
لا يُطلب من أي هيئة فحص أولي/تمهيدي دولية إجراء اختبار تمهيدي دولي لطلب دولي إذا كان، وبالقدر الذي يكون فيه، موضوع الطلب يتضمن أيًا مما يلي ...

(6) البرامج الحاسوبية، إلى الحد الذي لا تكون فيه هيئة الاختبار التمهيدي الدولية مجهزة لإجراء فحص أولي/تمهيدي دولي يتعلق بهذه البرامج
وفقًا لمجلس الطعون التابع للمكتب الأوروبي للبراءات (EPO)، فإن هذه الأحكام تعني أن هيئات البحث الدولية (ISA) وهيئات الاختبار التمهيدي الدولية (IPEA) غير ملزمة بإجراء عمليات بحث أو فحص أولي للبرامج الحاسوبية، إذا لم يكن لديها، على سبيل المثال، فاحصون مدرّبون على ذلك أو لم تكن مجهزة بمواد بحث مناسبة. ويستطرد المجلس بالقول:
ومع ذلك، لا ينبغي الاستنتاج من هذه القواعد أن عمليات البحث أو الاختبار في مجال البرمجيات محظورة في الهيئات الدولية. بل على العكس من ذلك، يبدو ... أنه وفقًا لمعاهدة التعاون بشأن البراءات (PCT)، يمكن، بل وربما ينبغي، إجراء مثل عمليات البحث والاختبار من هذا النوع إذا كانت الهيئة/السلطة المختصة مجهزة بشكل مناسب.
تتعلق هذه الأحكام فقط بعمليات البحث الدولية والاختبارات التمهيدية الدولية، ولا تنطبق على عمليات البحث أو الاختبار الوطنية والإقليمية.

## ممارسات هيئات البحث الدولية (ISA) وهيئات الاختبار التمهيدي الدولية (IPEA)
استخدمت هيئات البحث الدولية (ISA) وهيئات الاختبار التمهيدي الدولية (IPEA) الأحكام القانونية الواردة في المادتين 17(2)(أ)(1) و 34(4)(أ)(1) من معاهدة التعاون بشأن البراءات (PCT) بالاقتران مع القاعدتين 39.1 و67.1 بطرق مختلفة. بالإضافة إلى ذلك، وكما ذُكر أعلاه، تختلف ممارسات هيئات البحث الدولية ISA و هيئات الاختبار التمهيدي الدولية IPEA التي تستند إلى هذه الأحكام فيما يتعلق بتحديد الاستثناءات الخاصة بالبرامج الحاسوبية.
على سبيل المثال، فإن المكتب الأوروبي للبراءات (EPO)، بصفته هيئة بحث دولية (ISA) أو هيئة فحص أولي دولية (IPEA)، ليس ملزمًا بإجراء بحث، بموجب المادة 17(2)(أ)(1) من معاهدة التعاون بشأن البراءات، أو فحص أي طلب دولي بموجب المادة 34(4)(أ)(1) من معاهدة التعاون بشأن البراءات، إلى الحد الذي يرى فيه المكتب الأوروبي للبراءات أن الاختراع يتعلق بموضوع لا يتوافق مع أحكام الاتفاقية الأوروبية للبراءات (EPC) إلى الحد الذي يتعذر معه إجراء بحث ذي معنى حول حالة المعرفة التقنية المسبقة استنادًا إلى كل أو بعض المطالبات. وبالتالي، فإن المكتب الأوروبي للبراءات EPO، عند عمله بصفة هيئة بحث دولية ISA أو هيئة فحص أولي دولية IPEA في إطار إجراءات معاهدة التعاون بشأن البراءات PCT، ليس ملزمًا بإجراء بحث أو فحص لبعض طلبات معاهدة التعاون بشأن البراءات PCT عندما لا يكون مجهزًا لعمل ذلك.

## الأصل والأهمية التفسيرية لأحكام الاستبعاد
يعود تاريخ استثناء برامج الحاسوب من القاعدة 39.1 من معاهدة التعاون بشأن البراءات، والذي يبدو في الأصل لأسباب تتعلق بـ"المعدات"، إلى عام 1969:
تشمل [المواضيع التي لا يُطلب من هيئة البحث الدولية إجراء بحث عنها] النظريات الرياضية والعلمية، وأصناف وأنواع النباتات والحيوانات باستثناء علم الأحياء المجهرية والدقيقة، والتصاميم الزخرفية. كما تشمل برامج الحاسوب ولكن فقط بالقدر الذي لا تكون فيه هيئة البحث الدولية مجهزة لإجراء بحث في المعارف الفنية المسبقة تتعلق بهذه البرامج.
تُعد القاعدة 39.1 من معاهدة التعاون بشأن البراءات ذات أهمية من منظور تفسيري لفهم أصل المادة 52 (2) و(3) من اتفاقية البراءات الأوروبية (EPC)، والتي كانت موضع جدل كبير (انظر براءات البرمجيات بموجب اتفاقية البراءات الأوروبية والمادة 52 من الاتفاقية). وقد تضمّنت بالفعل استبعاد برامج الكمبيوتر في اتفاقية البراءات الأوروبية بما يتماشى مع القاعدة 39.1 من معاهدة التعاون بشأن البراءات PCT، ما يعني أن هذه القاعدة سبقت المادة 52 (2) و (3) من الاتفاقية الأوروبية للبراءات. ومع ذلك، في حين أن سبب استبعاد برامج الكمبيوتر وفقًا لمعاهدة التعاون بشأن البراءات يعتمد على توفر المعدات اللازمة لإجراء البحث، فإن الاستبعاد في اتفاقية البراءات الأوروبية يعتمد على معيار "برنامج حاسوبي في حد ذاته".
وفقًا للبعض، فإن حقيقة أن معاهدة التعاون بشأن البراءات PCT لا تتعامل بشكل مباشر مع نطاق المواضيع القابلة للحصول على براءة اختراع فيما يتعلق ببرامج الحاسوب، تعزز الرأي القائل بأنه: "نظرًا لأن هذا الاستبعاد نشأ عن اعتبارات إدارية وليس عن مبدأ جوهري، فإنه ينبغي الحد من القيود المفروضة على أهلية البرامج للحصول على براءة اختراع إلى أقصى حد ممكن".
في الحكم الصادر في قضية CFPH LLC's Applications، أشار القاضي بيتر بريسكوت إلى القاعدة 39.1 من معاهدة التعاون بشأن البراءات أثناء مناقشته للدوافع الكامنة وراء استبعاد حماية براءات الاختراع لبرامج الكمبيوتر بموجب قانون المملكة المتحدة. وعلّق على أنه، في الفترة التي كانت فيها اتفاقية البراءات الأوروبية (EPC) قيد النظر والدراسة (خلال السبعينيات)، "كان يُعتقد أن البحث في المعارف الفنية السابقة سيكون مشكلة كبيرة" وأن "القاعدة 39(1) من معاهدة التعاون بشأن البراءات تعترف بأن هيئة البحث الدولية قد لا تكون مجهزة بشكل مناسب.

## الآثار المترتبة على المرحلتين الوطنية والإقليمية
ليس لهذه الأحكام أي أثر قانوني أو تبعات فيما يتعلق بقابلية منح براءات الاختراع من قبل المكاتب الوطنية أو الإقليمية المعينة في طلب براءة اختراع بموجب معاهدة التعاون بشأن البراءات، حيث تتطلب قوانين معظم هذه المكاتب استخلاص استنتاجاتها الخاصة بناءً على قوانين البراءات الوطنية أو الإقليمية الخاصة بها. وهذا يتوافق تمامًا مع معاهدة التعاون بشأن البراءات، لأن المادة 27 (5) من المعاهدة تنص على أنه، فيما يتعلق بالشروط الجوهرية لقابلية منح البراءات، فإن قوانين البراءات الوطنية والإقليمية هي التي تسود:
لا يجوز تفسير أي حكم في هذه المعاهدة أو اللوائح على أنه يفرض أي قيود من شأنها الحد من حرية كل دولة متعاقدة في تحديد الشروط الجوهرية لقابلية منح البراءة وفقًا لما تراه مناسبًا.

## روابط خارجية
- Rule 27 معاهدة التعاون بشأن البراءات
- Rule 39 معاهدة التعاون بشأن البراءات
- Rule 67 معاهدة التعاون بشأن البراءات